# Perzsa Wikipédia
A Perzsa Wikipédia (újperzsa nyelven: ) a Wikipédia projekt újperzsa nyelvű változata, egy internetes enciklopédia. A Perzsa Wikipédiának 35 adminja, 1 379 026 felhasználója van, melyből 4 679 fő az aktív szerkesztő. A lapok száma (beleértve a szócikkeket, vitalapokat, allapokat és egyéb lapokat is) 5 822 863, a szerkesztések száma pedig 41 376 096.

## Mérföldkövek
- 2003. december - elindul az oldal
- Jelenlegi szócikkek száma: 722 077 (2020. május 1.)

## Külső hivatkozások
- A perzsa Wikipédia kezdőlapja